# Литоранеа (Латина)
Литоранеа је насеље у Италији у округу Латина, региону Лацио.
Према процени из 2011. у насељу је живело 78 становника. Насеље се налази на надморској висини од 4 м.